# Ebba Anderssonová
Ebba Andersson, přechýleně Anderssonová (* 10. červenec 1997 v Delsbo), je švédská běžkyně na lyžích. Je šestinásobnou mistryní světa a dvojnásobnou olympijskou medailistkou.

## Sportovní kariéra
V sedmnácti letech startovala v závodu Světového poháru a umístila se na bodovaném místě. Těsně před startem sezóny Světového poháru 2019/20 si poranila koleno a musela vynechat 7 závodů. Po pěti týdnech se však zrehabilitovala a mohla startovat na Tour de Ski.
V sezóně 2022/23 po prosincovém závodu Světového poháru v norském Lillehammeru onemocněla covidem-19 a musela vynechat Tour de Ski, po návratu do Světového poháru ve francouzském Les Rousses na konci ledna však vyhrála všechny distanční závody, na kterých závodila a svou formu potvrdila i na Mistrovství světa a stala se první Švédkou, která získala titul ve skiatlonu na velkém podniku.

## Výsledky

### Výsledky ve Světovém poháru
| Sezóna  | Věk | Sezónní výsledky | Sezónní výsledky | Sezónní výsledky | Sezónní výsledky | Výsledky na Ski Tour | Výsledky na Ski Tour | Výsledky na Ski Tour | Výsledky na Ski Tour |
| Sezóna  | Věk | Celkově          | Distance         | Sprinty          | U23              | Nordic Opening       | Tour de Ski          | WC Final             |                      |
| ------- | --- | ---------------- | ---------------- | ---------------- | ---------------- | -------------------- | -------------------- | -------------------- | -------------------- |
| 2014/15 | 17  | 100              | 70               | —                | 21               | —                    | —                    | —                    |                      |
| 2017/18 | 20  | 26               | 15               | —                | 3                | —                    | —                    | 10                   |                      |
| 2018/19 | 21  | 7                | 5                | 45               | 1                | 2                    | —                    | 5                    |                      |
| 2019/20 | 22  | 7                | 3                | 50               | 1                | —                    | DNF                  | —                    |                      |
| 2020/21 | 23  | 3                | 2                | 64               | —                | 3                    | 3                    | —                    |                      |
| 2021/22 | 24  | 3                | 4                | NC               | —                | —                    | 2                    | —                    |                      |
| 2022/23 | 25  | 20               | 9                | 90               | —                | —                    | —                    | —                    |                      |
| 2023/24 | 26  | 10               | 3                | 63               | —                | —                    | DNF                  | —                    |                      |
| 2024/25 | 27  |                  |                  |                  | —                | —                    | 6                    | —                    |                      |

### Výsledky na OH
| Rok  | Věk | 10 km | 15 km skiatlon | 30 km hromadný start | sprint | 4 × 5 km štafeta | sprint dvojic |
| ---- | --- | ----- | -------------- | -------------------- | ------ | ---------------- | ------------- |
| 2018 | 20  | 13.   | 4.             | 13.                  | —      | 2.               | —             |
| 2022 | 24  | 6.    | 10.            | 8.                   | —      | 3.               | —             |

### Výsledky na MS
| Rok  | Věk | 10 km | 15 km skiatlon | 30 km hromadný start | sprint | 4 × 5 km štafeta | sprint dvojic |
| ---- | --- | ----- | -------------- | -------------------- | ------ | ---------------- | ------------- |
| 2017 | 19  | —     | 22.            | 17.                  | —      | 2.               | —             |
| 2019 | 21  | 16.   | —              | 6.                   | —      | 1.               | —             |
| 2021 | 23  | 3.    | 3.             | 4.                   | —      | 6.               | —             |
| 2023 | 25  | 3.    | 1.             | 1.                   | —      | 3.               | —             |
| 2025 | 27  | 1.    | 1.             | —                    | —      | 1.               | —             |